# Никола Фуртула
Никола Фуртула (Сомбор, 11. септембра 1997) српски је фудбалер који тренутно наступа за Металац из Горњег Милановца.
После почетака у Сомбору, Фуртула је прошао све млађе категорије новосадске Војводине. Након тога је са екипом ЧСК Челарева освојио Српску лигу Војводине и са тим саставом касније дебитовао у савезном рангу. Једну полусезону је наступао за БСК из Борче, а затим је неко време тренирао са младим тимом Сампдорије. Ту је доживео повреду предњих укрштених лигамената због које у наредном периоду није играо. После опоравка вратио се у родни град где је наступао за Раднички и Раднички 1912, али је обновио повреду те је поново дуже одсуствовао са терена. Кратко је био члан Бечеја, а затим је током полусезоне у кулском Хајдуку постигао 18 голова и остварио се као најбољи стрелац Српске лиге Војводине у том периоду. Услед запажених игара у нижем степену такмичења, потписао је професионални уговор са Спартаком из Суботице за који је дебитовао у Суперлиги Србије.

## Каријера

### Почеци
Фуртула је почео да тренира у школи фудбалског клуба Спектар, у родном Сомбору, док је након локалног Радничког своје фудбалско школовање наставио у новосадској Војводини, прошавши све млађе узрасне категорије. Након тога је прешао у састав ЧСК Пиваре из Челарева, где је уписао своје прве сениорске минуте у Српској лиги Војводине. Ту је, као бонус играч, наступио на 8 утакмица током такмичарске 2014/15. и постигао 2 поготка. Тиме је допринео учинку клуба и пласману на прво место на табели те промоцији клуба у Прву лигу Србије. У протоколу тог такмичења нашао се на сусрету 6. кола, против екипе Слоге из Петровца на Млави, када је остао на клупи за резервне играче свог тима. Са екипом из Челарева, Фуртула је у међувремену освојио Куп на територији Фудбалског савеза Војводине победом у финалу над саставом Долине из Падине. Селектор омладинске репрезентације Србије, Бранислав Николић, уврстио га је уврстио на списак играча за пријатељску утакмицу против одговарајуће екипе Уједињених Арапских Емирата. Тако је Фуртула у августу 2015, непуних месец дана пре свог пунолетства, забележио дебитантски наступ за репрезентацију у узрасту до 19 година старости. Први наступ у Првој лиги Србије забележио је 10. октобра 2015. године на утакмици са Доњим Сремом. У игру је улазио још и против Инђије крајем истог месеца, док се у стартној постави по први пут нашао на сусрету са ОФК Бачком из Бачке Паланке на затварању првог дела сезоне. Уписао је и два наступа у Купу Србије исте такмичарске године. Следеће сезоне је одиграо још неколико лигашких утакмица за први тим ЧСК Пиваре, а наступио је и у шеснаестини финала Купа Србије против Црвене звезде. На полусезони такмичарске 2016/17. у Првој лиги Србије, Фуртула је прешао у БСК из Борче. Неко време је тренирао са младим тимом Сампдорије, где је доживео тежу повреду предњих укршетених лигамената колена. Почетком 2018. вратио се у сомборски Раднички и одиграо неколико утакмица. Услед обновљене повреде пропустио је остатак календарске године.

### Раднички 1912
Средином фебруара 2019. године, Фуртула је представљен као једно од појачања Радничког 1912 формираног претходног лета. Заједно с њим представљени су голман Филип Пехиљ и Владимир Радев такође из градског ривала Радничког, као и Давид Кнежевић из Бечеја. После вишемесечног опоравка од повреде, Фуртула је за Раднички 1912 дебитовао у 22. колу Војвођанске лиге Север, против Младости у Турији, када је у игру ушао са клупе за резервне фудбалере. Као резервиста је наступио и у наредном колу против ОФК Врбаса, а по први пут на терену започео је сусрет са екипом Младости из Бачког Петровца. Тада је постигао оба поготка за свој тим у победи резултатом 2 : 0. Против Полета у Каравукову није наступио, а затим је још два поготка постигао против Будућности у Младенову. После тога је наступио против Тисе из Адорјана, а затим постигао 4 од 7 погодака у победи над екипом Младости из Апатина. Није био у саставу за претпоследњу утакмицу када је противник био БСК из Бачког Брестовца. На затварању сезоне погодио је у победи Радничког 1912 над својим бившим клубом Радничким после чега је екипи уручен трофеј намењен прваку Војвођанске лиге Север. На отварању сезоне 2019/20. у Српској лиги Војводине, против Војводине из Перлеза, Фуртула је у игру ушао са клупе за резервне фудбалере, а према извештајима са утакмица у наставку сезоне није наступао за клуб.

### Бечеј
Футула је у екипу Бечеја стигао крајем зимског прелазног рока 2020. године. Дебитовао је на отварању пролећног дела сезоне 2019/20. против екипе Борца из Сакула. Том приликом је постигао оба поготка за свој тим на сусрету који је завршен резултатом 2 : 2. Неколико дана касније, Фуртула је погодио и на утакмици Купа ПФС Суботице, када је Бечеј елиминисан од екипе Његоша у Ловћенцу након резултатског преокрета. После следећег кола у Српској лиги Војводине, када је Футула такође наступио, такмичење је обустављено. Непосредно након тога, председник Републике Србије, Александар Вучић, саопштио је 15. марта 2020. године одлуку о проглашењу ванредног стања на територији читаве државе, услед епидемије вируса корона. У складу с тим, Фудбалски савез Србије је обавестио јавност да су од тог момента отказани сви догађаји под окриљем те организације и да клубови треба да се придржавају даљих упутстава надлежних институција. Сходно томе, екипа Бечеја је распустила сениорски погон те су се надаље играчи појединачно припремали за наставак сезоне. На седници Фудбалског савеза Србије, одржаној почетком маја, озваничен је крај аматерских рангова и лига млађих категорија закључно са даном прекида. Тако је Фуртула на укупно седам утакмица, од чега четири припремне и три званичне, постигао исто толико погодака. Припреме за нову сезону, Фуртула је такође започео са екипом Бечеја, али је потом променио средину и напустио клуб.

### Хајдук Кула
Након потврде да је Хајдук 1912 из Куле остао члан Српске лиге Војводине и у такмичарској 2020/21, Фуртула је пред нову сезону приступио редовима тог клуба. Дебитовао је на отварању такмичарске године против састава Старог града из Бачке Паланке. На том сусрету постигао је једини погодак за минималну победу свог тима, после чега је у извештају Спортског журнала означен као најбољи појединац догађаја. Фуртула је потом погодио из једанаестерца у ремију са Омладинцем из Нових Бановаца у оквиру наредног кола Српске лиге. Фуртула је погађао и против ОФК Вршца, Бачке 1901 у Суботици, односно 1. маја из Руме. У разговору за медије Фуртула је нагласио да му је циљ 15 голова за полусезону. Након тога је стрелац био и против Дунава из Старих Бановаца, Слоге у Чонопљи и новокозарачке Слободе. Тако је постигао по погодак у сваком од уводних 8 кола војвођанске групе Српске лиге. После два кола без постигнутог гола, Фуртула је поново постигао једини погодак у поразу од екипе Тисе резултатом 3 : 1. На тој утакмици је извео и једанаестерац који му је одбранио чувар мреже домаће екипе Душан Тасић. Фуртула је потом постигао оба поготка за свој тим у поразу од новосадске Младости, од чега један из слободног ударца. Тако је и поред неповољног резултата за Хајдук у Спортском журналу по други пут изабран за играча утакмице. Још два поготка постигао је у наредном колу против Феникса, укључујући и успешно реализован једанаестерац. Следећи гол постигао је у ремију са екипом Јединства из Старе Пазове. У претпоследњем колу првог дела сезоне, Фуртула је постигао хет-трик у победи од 6 : 1 над Козаром из Банатског Великог Села. Сходно томе је по трећи пут оцењен као најбољи играч на терену, док је у Спортском журналу изабран за играча кола. На затварању првог дела сезоне био је стрелац једног од 4 поготка у победи на гостовању Војводини у Перлезу. Тако је полусезону окончао са 18 постигнутих погодака чиме се остварио као најбољи стрелац Српске лиге Војводине. Услед запажених игара у дресу Хајдука, Фуртула је прешао у виши степен такмичења. У дресу Хајдука, Фуртула је тако по први пут одиграо читаву полусезону у континуитету. Претходно је за медије изјавио да је због повреда на рехабилитацији провео више од две године.

### Спартак Суботица
Почетком децембра 2020. године, Фуртула је представљен као нови члан суботичког Спартака, са чијом је експедицијом прошао зимске припреме у Анталији. Потписао је професионални уговор на три и по године. Током припрема је одиграо 4 утакмице, а противници су били Крила Совјетов, Дњипро, Олимпик из Доњецка и Уфа. У Суперлиги Србије дебитовао је на отварању другог дела такмичарске 2020/21, када је Спартак гостовао екипи Златибора. Почетком другог полувремена, Фуртула је изнудио једанаестерац за свој тим, пошто је Ненад Севић начинио прекршај над њим. Капитен Стефан Милошевић промашио је ударац са беле тачке, па је коначан резултат остао 1 : 1. Одмах затим, у наредном колу, Фуртула је после асистенције Николе Срећковића постигао једини погодак за минималну победу над ОФК Бачком из Бачке Паланке на Градском стадиону у Суботици. У извештају са утакмице објављеном у Спортском журналу, добио је оцену 7,5 и изабран за најбољег појединца на терену. Свој други погодак у Суперлиги Србије Фуртула је постигао у 23. колу, против Црвене звезде, а у улози асистента поново је био Никола Срећковић. Иако је Спартак тако повео у 36. минуту утакмице, гостујућа екипа је након резултатског преокрета остварила победу головима Мирка Иванића и Секуа Санога. Фуртула је свој трећи погодак за Спартак постигао против Мачве из Шапца у победи своје екипе резултатом 3 : 2. На гостовању Новом Пазару, Фуртула је у игру ушао са клупе, током другог полувремена. Неколико дана касније поново је био у стартној постави у четвртини финала Купа Србије, када је Спартак поражен од новосадске Војводине. У претпоследњем колу, против Војводине, Фуртула је асистирао Лазару Туфегџићу за водећи погодак Спартака на Стадиону Карађорђе. Током лета 2021. променио је број на дресу, те је у новој такмичарској години уместо дотадашњег 89 задужио 22. Ушавши у игру уместо двоструког стрелца, Срђана Хрстића, Фуртула је у завршници сусрета са Напретком изнудио једанаестерац за Спартак при резултату 2 : 2. Пенал је реализовао Лазар Туфегџић за победу домаће екипе у оквиру 6. кола првенства Србије. Пропустио је сусрет са екипом ТСЦ-а у 8. колу, док је неколико дана касније напустио клуб.

### Металац Горњи Милановац
Последњег дана прелазног рока 2021. године, Фуртула је прешао у екипу Металца из Горњег Милановца, где је потписао двогодишњи уговор. Дебитовао је против екипе Радничког 1923 из Крагујевца, 26. септембра, ушавши у игру уместо Стефана Цветковића у 82. минуту, при резултату 2 : 1. У судијској надокнади тог сусрета постигао је два гола за коначних 4 : 1. Најпре је погодио главом, након центаршута Стефана Фићовића, а затим и ногом после додавања истог играча. Фуртула се у стартној постави Металца по први пут нашао у шеснаестини финала Купа Србије, када је био стрелац у победи над екипом Жаркова. Након што је пропустио већи део календарске године, Фуртула се у састав Металца вратио у новембру 2022. На затварању јесењег дела такмичарске 2022/23. у Првој лиги Србије, погодио је у поразу од Радничког у Сремској Митровици.

## Приватно
Николина мајка, Слађана Дронић (1972—2014) била је репрезентативка Југославије у рукомету. Његов отац, Горан Фуртула, такође се бавио спортом и представљао је Џудо клуб Омладинац из Сомбора.

## Статистика

### Клупска
Ажурирано 20. новембра 2022.
|                         |          |                        |    |    |   |   |   |   |    |    |    |    |  |  |
| ЧСК Челарево            | 2014/15. | Српска лига Војводина  | 8  | 2  | — | — | — | — | —  | —  | 8  | 2  |  |  |
| ЧСК Челарево            | 2015/16. | Прва лига Србије       | 3  | 0  | 2 | 0 | — | — | 1  | 0  | 6  | 0  |  |  |
| ЧСК Челарево            | 2016/17. | Прва лига Србије       | 4  | 0  | 1 | 0 | — | — | —  | —  | 5  | 0  |  |  |
| ЧСК Челарево            | Укупно   | Укупно                 | 15 | 2  | 3 | 0 | — | — | 1  | 0  | 19 | 2  |  |  |
|                         |          |                        |    |    |   |   |   |   |    |    |    |    |  |  |
| БСК Борча               | 2016/17. | Прва лига Србије       | 9  | 0  | — | — | — | — | —  | —  | 9  | 0  |  |  |
|                         |          |                        |    |    |   |   |   |   |    |    |    |    |  |  |
| Раднички Сомбор         | 2017/18. | Војвођанска лига Север | 3  | 0  | — | — | — | — | —  | —  | 3  | 0  |  |  |
|                         |          |                        |    |    |   |   |   |   |    |    |    |    |  |  |
| Раднички 1912           | 2018/19. | Војвођанска лига Север | 7  | 9  | — | — | — | — | —  | —  | 7  | 9  |  |  |
| Раднички 1912           | 2019/20. | Српска лига Војводина  | 1  | 0  | — | — | — | — | 0  | 0  | 1  | 0  |  |  |
| Раднички 1912           | Укупно   | Укупно                 | 8  | 9  | — | — | — | — | 0  | 0  | 8  | 9  |  |  |
|                         |          |                        |    |    |   |   |   |   |    |    |    |    |  |  |
| Бечеј                   | 2019/20. | Српска лига Војводина  | 2  | 2  | — | — | — | — | 1  | 1  | 3  | 3  |  |  |
|                         |          |                        |    |    |   |   |   |   |    |    |    |    |  |  |
| Хајдук Кула             | 2020/21. | Српска лига Војводина  | 19 | 18 | — | — | — | — | —  | —  | 19 | 18 |  |  |
|                         |          |                        |    |    |   |   |   |   |    |    |    |    |  |  |
| Спартак Суботица        | 2020/21. | Суперлига Србије       | 16 | 3  | 1 | 0 | — | — | —  | —  | 17 | 3  |  |  |
| Спартак Суботица        | 2021/22. | Суперлига Србије       | 7  | 0  | 0 | 0 | — | — | —  | —  | 7  | 0  |  |  |
| Спартак Суботица        | Укупно   | Укупно                 | 23 | 3  | 1 | 0 | — | — | —  | —  | 24 | 3  |  |  |
|                         |          |                        |    |    |   |   |   |   |    |    |    |    |  |  |
| Металац Горњи Милановац | 2021/22. | Суперлига Србије       | 9  | 2  | 2 | 1 | — | — | —  | —  | 11 | 3  |  |  |
| Металац Горњи Милановац | 2022/23. | Прва лига Србије       | 2  | 1  | 0 | 0 | — | — | —  | —  | 2  | 1  |  |  |
| Металац Горњи Милановац | Укупно   | Укупно                 | 11 | 3  | 2 | 1 | — | — | —  | —  | 13 | 4  |  |  |
|                         |          |                        |    |    |   |   |   |   |    |    |    |    |  |  |
| Каријера                | 90       | 37                     | 6  | 1  | — | — | 2 | 1 | 98 | 39 |    |    |  |  |
|                         |          |                        |    |    |   |   |   |   |    |    |    |    |  |  |

## Трофеји и награде
ЧСК Челарево
- Српска лига Војводина : 2014/15.[11]
- Куп Војводине : 2015.[13]

Раднички 1912
- Војвођанска лига Север : 2018/19.[45]

## Збирни извори
1. ↑  [18][19][20]
2. ↑  [23][24][25][26]
3. ↑  [27][28][29][30][31]
4. ↑  [32][33][34]
5. ↑  [57][58][59]
6. ↑  [4][65][66][67][68]
7. ↑  [69][70][71]
8. ↑  [77][78][79]
9. ↑  [80][81][82]
10. ↑  [84][85][86]
11. ↑  [2][6][87][88][89]
12. ↑  [90][91][92][93][94]
13. ↑  [116][117][118][119][120]
14. ↑  [36][37][38][41][42][43][45]